# Иппиш, Франц
Франц И́ппиш (нем. Franz Ippisch; 18 июля 1883, Вена — 20 февраля 1958, Гватемала) — австрийско-гватемальский виолончелист, композитор и музыкальный педагог.

## Биография
Учился в Венской академии музыки, а также частным образом у Франца Шмидта. В 1903—1933 гг. первая виолончель Венской Народной оперы. Одновременно с 1923 г. один из организаторов камерных концертов в доме музыкального издательства «Doblinger»; играл в квартете Фрица Зедлака, позднее преобразованном в хорошо известный в межвоенной Вене Квартет Зедлака-Винклера. В 1934—1938 гг. руководил военным оркестром в Зальцбурге.
Усиление нацистского влияния в Австрии и последовавший аншлюс сделали невозможной дальнейшую карьеру Иппиша, женатого на еврейке. Он эмигрировал в Центральную Америку и обосновался в Гватемале, где первоначально получил пост руководителя духового оркестра национальной полиции, затем по приглашению руководителя Национальной консерватории Сальвадора Лея возглавил также студенческий оркестр, преподавал в консерватории гармонию, композицию и дирижирование, c 1952 года профессор. Среди учеников Иппиша — ведущие гватемальские композиторы, в том числе Бенигно Мехия.
Основу композиторского наследия Иппиша составляет камерная музыка, особенно сочинения для струнного квартета. Кроме того, ему принадлежат четыре симфонии, скрипичный, фортепианный и виолончельный концерты, увертюры, хоровая музыка, песни.